# ダニエル・バレンボイム
ダニエル・バレンボイム（Daniel Barenboim, 1942年11月15日 - ）は、アルゼンチン出身の、ユダヤ人ピアニスト・指揮者。現在の国籍はイスラエル。

## 来歴
ロシア出身のユダヤ系移民を両親として生まれる。バレンボイムの祖父母はそれぞれベラルーシとウクライナの出身で、ユダヤ人排斥の動きを逃れてアルゼンチンに移住した。 5歳のとき母親にピアノの手ほどきを受け、その後は父エンリケに師事。両親のほかにピアノの指導を受けてはいない。少年時代から音楽の才能を表し、1950年8月まだ7歳のうちにブエノスアイレスで最初の公開演奏会を開いてピアニストとしてデビュー。
1952年に家族を挙げてイスラエルに移住。2年後の1954年夏、両親に連れられ、ザルツブルクでイーゴリ・マルケヴィチの指揮法のマスタークラスに出席。同年夏、ヴィルヘルム・フルトヴェングラーを訪ねる。（フルトヴェングラーが「これは天才だ！」と紹介している映画のワン・シーンがある。）その他イタリアで当時無名で友人のクラウディオ・アバドと一緒に、フランコ・フェラーラの指揮クラスにも出席している。1955年にパリで和声と作曲をナディア・ブーランジェに師事。
1952年にウィーンとローマにおいて、ピアニストとしてのヨーロッパ・デビューを果たす。1955年にはパリ、1956年にはロンドンにデビューしており、1957年にはニューヨークのカーネギー・ホールで、レオポルド・ストコフスキー指揮シンフォニー・オブ・ジ・エアーのもとプロコフィエフの『ピアノ協奏曲第1番』を弾いてオーケストラ・デビューを果たす。その後は、欧州、米国、南米、豪州、極東の各地で定期的に演奏会を行う。彼は既に21歳でベートーヴェンのピアノソナタ全32曲を公開演奏している。
ピアニストとしての名声を確固たるものとした後、1966年からイギリス室内管弦楽団とモーツァルトの交響曲録音を開始し指揮者デビューを果たす。1970年代からは、欧米各地の交響楽団から指揮者として招かれる。1975年から1989年までパリ管弦楽団音楽監督に就任しドイツ・オーストリア音楽や現代音楽を積極的にとり上げるが、同楽団の低迷を招いたとマスコミから攻撃されるなど、評価は必ずしも芳しくなかった。しかし、フランス物に偏らないプログラムを演奏したり、団員と積極的に室内楽を演奏するなど、良くも悪くもフランスのオーケストラだった同楽団をよりインターナショナルな団体へと脱皮させたのはバレンボイムの功績といえる。
1991年よりゲオルク・ショルティからシカゴ交響楽団音楽監督の座を受け継いでからは、卓越した音楽能力を発揮し、現在は世界で最も有名な辣腕指揮者のひとりとして知られている。ヘルベルト・フォン・カラヤン、レナード・バーンスタインから近年のギュンター・ヴァントやカルロ・マリア・ジュリーニ、ガリー・ベルティーニに至るまで、第二次大戦後に活躍してきた指揮界の巨星が相次いで他界した後の、次世代のカリスマ系指揮者のひとりとして世界的に注目と期待が集まっている。なお2005-2006年のシーズン終了後のシカゴ交響楽団音楽監督を退任。2009年、2014年、および2022年の元日にはウィーン・フィルハーモニー管弦楽団のニューイヤーコンサートを指揮した。また、2019年には指揮者デビュー50年に際し、ベルリン・フィルハーモニー管弦楽団の「名誉指揮者」の称号を授与された。「名誉指揮者」の称号が与えられるのはベルリン・フィルではバレンボイムが初めてである。
オペラ指揮者としては、1973年にエディンバラ音楽祭において、モーツァルトの『ドン・ジョヴァンニ』を指揮してデビュー。1981年にはバイロイト音楽祭に初めて招かれた。その後も1999年まで（'84、'85年を除き）毎年バイロイトで指揮を続け、『ニーベルングの指環』全曲、『マイスタージンガー』、及び2度の『トリスタン』の各々の新演出を任された。この間ジェームズ・レヴァイン、ジュゼッペ・シノーポリらとともに音楽祭の中心的な指揮者として活躍した。1990年より、新設されたパリ・オペラ・バスティーユの音楽監督に就任予定だったが、直前に解任されスキャンダルとなった。1992年にベルリン国立歌劇場の音楽総監督に就任した。更に2007年よりミラノ・スカラ座の「スカラ座のマエストロ」という、音楽監督不在の中の事実上の首席客演指揮者に就任。2007年の開幕で指揮を執った。2012年から2017年までスカラ座の音楽監督。2023年に健康状態の悪化を理由にベルリン国立歌劇場の音楽総監督を辞任した。
バレンボイムは2度結婚している。最初の相手はイギリスのチェリスト、ジャクリーヌ・デュ・プレであった。デュ・プレは才能に恵まれながらも、多発性硬化症の発病により、悲劇的にも突然に音楽家生命を断たれている。2度目の相手は、ギドン・クレーメルの前妻で、ユダヤ系ロシア人ピアニストのエレーナ・バシュキロワである（エレーナの父親は高名なピアノ教授ドミトリー・バシキーロフで、フリードリヒ・グルダの息子リコが門人にいる）。2人はデュ・プレの最晩年にはパリで同棲生活に入っており、2人の子をもうけていた。バレンボイムとエレーナ夫人の正式な結婚は1988年に行われた。

## レパートリー
その国籍にもかかわらず、リヒャルト・ワーグナーやリヒャルト・シュトラウスのようにイスラエル政府から「ナチス寄り」と認定された作曲家の解釈に本領を発揮しているが、これはバレンボイムがフルトヴェングラーに私淑し、その後継者たらんとしてきた姿勢によるだけでなく、ヤッシャ・ハイフェッツやロリン・マゼール、レヴァインなどのアメリカのユダヤ系音楽家、あるいは同じくユダヤ人のショルティが、一般に新ドイツ楽派を得意のレパートリーとしている風潮とも合致している。(当時オーストリア支配下にあり、新ドイツ楽派の創始者リストの生地でもあるハンガリーに生まれ、初老期までドイツ国籍だったショルティは少し事情が異なる。)一方で民族的出自であるロシア物のレパートリーは、同じく他国で生まれたユダヤ系ロシア人であるバーンスタインやアンドレ・プレヴィンに比べても、さほど比重が大きくない。ベートーヴェンやブラームス、ブルックナーの交響曲を得意とする。
短期間に膨大な演奏や録音をこなすことでも知られる。常時暗譜でピアノ演奏できる曲目は300曲を超えるといわれている。日ごろの日程を追いかけてみると、『ニュルンベルクのマイスタージンガー』や『ドン・ジョヴァンニ』を練習番号を含む完全暗譜で指揮した翌日にはすぐ、ベートーヴェンのソナタ全曲演奏やピアノ協奏曲全曲演奏などに入っていて、それが終わるや否や直ちに『ニーベルングの指環』全曲を暗譜で指揮するような超過密スケジュールである。ベルリン芸術週間において、シュターツカペレ・ベルリンとブルックナーの交響曲を連日演奏したこともある。

## レコーディング
大量の録音を行い、市場が縮小した今日においても、定期的に新譜を出せる数少ない指揮者である。最初の録音は1954年に行われた。その後、モーツァルトのピアノソナタとピアノ協奏曲のいずれも全曲録音を完成させたほか、オットー・クレンペラー指揮によるベートーヴェンのピアノ協奏曲（全曲）、ジョン・バルビローリ指揮によるブラームスのピアノ協奏曲（全曲）、ピエール・ブーレーズ指揮によるバルトークのピアノ協奏曲（第1番・第3番のみ）を録音した。ベートーヴェンのピアノソナタ全32曲の録音を2020年現在までに5回残している唯一の現役ピアニストである。ただし、ピアノから指揮に半分転じたのが早かったため、暗譜した曲目は多くても時代の広がりは狭い。
パリ管音楽監督時代、ドイツ・グラモフォンに録音したラヴェルとドビュッシーは評価が高い。シュターツカペレ・ベルリンとベートーヴェンの交響曲全集を、シカゴ交響楽団とブラームスの交響曲全集を、シカゴ交響楽団及びベルリン・フィルハーモニー管弦楽団とブルックナーの交響曲全集（2種）を、それぞれ完成させている。ブルックナーに関しては、シュターツカペレ・ベルリンとの3度目の全集（分売）が進行中である。
モーツァルトのダ・ポンテ三部作（『フィガロの結婚』、『ドン・ジョヴァンニ』、『コジ・ファン・トゥッテ』）を過去2回（イギリス室内管弦楽団、ベルリン・フィルハーモニー管弦楽団）録音し、特に後者のテルデックへの録音は、後の一連のワーグナー作品集録音へとつながる。バイロイト祝祭管弦楽団と『ニーベルングの指環』『ニュルンベルクのマイスタージンガー』、ベルリン・フィルハーモニー管弦楽団と『トリスタンとイゾルデ』、シュターツカペレ・ベルリンと『ローエングリン』『タンホイザー』『さまよえるオランダ人』を、テルデックへほぼ1年ごとに録音を行っている。
現在はBARENBOIM-MAENEと名付けられたピアノ（一般的な、弦が交差するように張られているものではなく、すべての弦が平行に張られている特注品）で公演及び録音を行っている。一連のレコーディングで評判を上げたMAENEは、現在スタインウェイから独立している。

## パレスチナ問題をめぐる言動
バレンボイムは、イスラエルによるヨルダン川西岸地区やガザ地区の占領に批判の声を上げ続け（つまり、アラブ諸国とパレスチナの主張する、西岸とガザでの主権を放棄し「パレスチナ国家」を樹立するという主張に沿う発言をしている）、今やイスラエルが「ある民族のアイデンティティと戦うことによって、倫理的な柱を失いつつある」と述べた。2003年には、イギリスの音楽評論家ノーマン・レブレクトによる取材に応じて、イスラエル政府の動向を、「倫理的におぞましく、戦略的に誤っていて」、「イスラエル国家のまさに存在を危機に陥れる」姿勢であると糾弾した。バレンボイムは、パレスチナ人（アラブ人）との連帯の意思表示として、イスラエルのユダヤ人入植地、とりわけヨルダン川西岸地区において演奏活動を行なってきた。
1999年には、親しい友人でパレスチナ系アメリカ人学者のエドワード・サイードに共鳴し、ウェスト＝イースタン・ディヴァン管弦楽団の創設に加わった。これは毎年、イスラエルとアラブ諸国の才能あるクラシック音楽の演奏家を集めて結成されるオーケストラである。同管弦楽団が結成された際、指揮者選びをめぐって楽団員が糾合した時、アラブ側を納得させるために担ぎ出されたのが、ほかならぬバレンボイムであった。これはバレンボイムが、たびたびイギリスやアメリカにおいてパレスチナ寄りの発言をしてきた過去や、歯に衣着せないイスラエル政治批判、エドワード・サイードとの交友関係、イスラエル本土での演奏よりもイスラエル占領地区での積極的な慰問演奏がアラブ側に評価されてのことであった。バレンボイムとサイードの2人は、この活動に対して、「諸国民の相互理解の向上」に寄与したとして、2002年にスペイン王室より「アストゥリアス公褒章 Premios Príncipe de Asturias 」を授与された。バレンボイムとサイードの共著 Parallels and Paradoxes は、ニューヨークのカーネギー・ホールで催された連続公開討論に基づいている。
2001年7月7日、バレンボイムはエルサレムにおいて、イスラエル音楽祭の一環として、ベルリン国立歌劇場を指揮して、ワーグナーのオペラ『トリスタンとイゾルデ』の一部を上演した。アンコールでバレンボイムがワーグナー作品を演奏するという考えを説明すると、場内は騒然となり、バレンボイムは数名のイスラエル人から「ファシスト」のレッテルを貼られた。45分近く続いた話し合いの後、コンサートホールにいた3000人近い聴取の中で、出て行ったのは20人ほど、ヤジを飛ばしたのは5人程度で、残りは演奏を聴くためホールに残った。イスラエルにおいてワーグナーの音楽はタブー視されている。ワーグナー作品を演奏する考えを表明しようと決心したのはアンコールのためにステージに出ていく時だったとバレンボイムは述べている。
理由としては、かつてユダヤ人殲滅を主張していたヒトラーがワグネリアンであり、バイロイト音楽祭に足を運ぶなどアーリア人の文化的優越を宣伝するためにワーグナーを利用したこと、またワーグナー自身も「K・フライゲダンク」というペンネームで著した「音楽におけるユダヤ性」において、メンデルスゾーンなどのユダヤ人音楽家らに対する差別的中傷をしていたことなどが挙げられる（ただし、ワーグナー本人は多くのユダヤ人と親交を結んでいた）。
なお、トスカニーニも、イスラエルでワーグナーを指揮している。トスカニーニは1938年（≒ナチ全盛期）4月24日と4月25日に、テルアビブとイェルサレムでパレスティナ交響楽団を指揮。『ローエングリン』の第1幕への前奏曲と第3幕への前奏曲を演奏した。演奏中に雨が降り、トスカニーニが「神が雨を降らせたのだ」と言ったとされる。
2005年9月、イスラエル陸軍ラジオの記者に対し、軍服を着た者とは話したくないとインタビューを拒否したところ、イスラエルの教育大臣はバレンボイムを「本物の反ユダヤ主義者」だと非難した。2008年1月、パレスチナ自治政府から名誉市民権を与えられた。
2009年1月、まさにイスラエルの2008年～2009年ガザ侵攻のさなかに行われた、ウィーン・フィルのニューイヤーコンサートにおいて、指揮者バレンボイムは「2009年が世界平和の年になるように、中東で人間の正義が行われるように、私たちは期待します」と英語でスピーチした。これに先立ってバレンボイムは声明を発表し「私たちユダヤ人は、無辜の民の虐殺がどれほど非道で許せないものかを、他の誰よりも痛感しているはずだ」とし、イスラエルに対して「より賢明な行動を」と、パレスチナとの共存を訴えた。イギリスのガーディアン誌は「勝利の幻想」と題してその声明の全文を掲載した。
2016年には、演奏だけでなく教育が大切であるとして、ベルリンにバレンボイム・サイード・アカデミーを設立した。

## 受賞歴
- ヴィオッティ国際音楽コンクールピアノ部門グランプリ[注釈 2]、1954年
- 哲学名誉博士号 イスラエル・ヘブライ総合大学、1996年
- ゴールデン・ゲーテ・メダル、2001年[14]
- 寛容賞、トゥツィング福音アカデミー、2002年
- アストゥリアス皇太子賞 協調賞 (エドワード・サイードと共同受賞)、2002年
- ドイツ・大連邦功労十字章　Großes Bundesverdienstkreuz、2002年
- ヴィルヘルム・フルトヴェングラー賞、(ベルリン国立歌劇場と) 2003年
- ブーバー＝ローゼンツヴァイク・メダル、2004年
- ウルフ賞芸術部門、2004年
- エルンスト・フォン・ジーメンス音楽賞、2005年

グラミー賞オペラ部門
- バレンボイム指揮 ベルリン国立歌劇場、ジェーン・イーグレン（英語版）、トーマス・ハンプソン、ヴァルトラウト・マイアー、ペーター・ザイフェルト（英語版）ほか 
  - ワーグナー『タンホイザー』 （2003年）

グラミー賞室内楽部門
- バレンボイム（ピアノ）ほか
  - モーツァルト／ベートーヴェン『ピアノと木管のための五重奏曲』（1995年）
- バレンボイム（ピアノ） パールマン
  - ブラームス 3つのヴァイオリン・ソナタ （1991年）

グラミー賞管弦楽曲部門
- バレンボイム指揮 シカゴ交響楽団
  - ジョン・コリリアーノ: 交響曲第1番（1992年）

グラミー賞ソリスト部門
- バレンボイム指揮 シカゴ交響楽団
  - リヒャルト・シュトラウス「管楽器のための協奏曲」（2002年）
- バレンボイム指揮 パールマン、シカゴ交響楽団
  - エルガー『ヴァイオリン協奏曲』（1983年）
- バレンボイム指揮 ルービンシュタイン、ロンドン・フィルハーモニー管弦楽団
  - ベートーヴェン ピアノ協奏曲全集（1977年）

グラミー賞ベスト・クラシック部門
- バレンボイム指揮 ルービンシュタイン、ロンドン・フィルハーモニー管弦楽団
  - ベートーヴェン ピアノ協奏曲全集（1977年）

高松宮殿下記念世界文化賞音楽部門
- 第19回、2007年

2004年5月、バレンボイムは、クネセト（イスラエル国会）のセレモニーにおいて、ウルフ賞芸術部門を授与された。この機をとらえて、バレンボイムは政治状況について、次のような持論を唱えた。これによって、イスラエルの元首と数名の国会議員から名指しで非難された。
心に痛みを感じながら、私は今日お尋ねしたいのです。征服と支配の立場が、はたしてイスラエルの独立宣言にかなっているでしょうか、と。他民族の原則的な権利を打ちのめすことが代償なら、一つの民族の独立に理屈というものがあるでしょうか。ユダヤ人民は、その歴史は苦難と迫害に満ちていますが、隣国の民族の権利と苦難に無関心であってよいものでしょうか。イスラエル国家は、社会正義に基づいて実践的・人道主義的な解決法を得ようとするのではなしに、揉め事にイデオロギー的な解決を図ろうとたくらむがごときの、非現実的な夢うつつにふけっていてもよいものでしょうか。

## 来日歴
- 1990年 - シカゴ交響楽団の日本公演で指揮者として来日。
- 1997年 - ベルリン国立歌劇場の日本公演で指揮者として来日。
- 2005年 - 自らのピアノリサイタル公演のために来日。
- 2009年 - ミラノ・スカラ座の日本公演で指揮者として来日。
- 2016年 - シュターツカペレ・ベルリンの日本公演で音楽監督、指揮者として来日。
- 2021年 - 自らのピアノリサイタル公演のために来日。

## エピソード
- 2018年、シュターツカペレ・ベルリンを率いたアルゼンチン公演では、ブラームスの『交響曲第2番』の第1楽章が終わった瞬間に聴衆が拍手とブラヴォーの掛け声をかけたために、第2楽章に入る前に観客に最後まで聞くように諭した。また、オーケストラ後方席からフラッシュを伴う写真撮影した聴衆に対して「そんな道具を持っていたらオーケストラに拍手を贈ることができないでしょ？」とユーモアを交えた注意を与えている[15]。

- 2021年、6月3日にサントリーホールで行われたリサイタルにおいて、当初予定されていたベートーヴェンの初期のピアノソナタ（第1番から第4番の4曲）ではなく、突然第30番から弾き始めるアクシデントが起こったが、これはバレンボイム自身の勘違いによって起こったミスであり、途中のインターミッションで自身の誤りを指摘されたものの、その時点で既に第31番まで演奏してしまっていたため、プログラムを変更する形でそのまま第32番までの3曲を演奏した。演奏終了後にはバレンボイム自身がステージ上で謝罪し、当初演奏予定だった4曲については「次回の来日で演奏する」と説明されたほか、招聘事務所であるテンポプリモの公式サイト上でも謝罪文が掲載された[16]（なお、この3曲は本来であれば翌日の6月4日に演奏される予定のプログラムであり、翌日の公演では予定通り3曲を演奏した）。

## 参考資料
- 3 Sat テレビの長時間インタビュー・ドイツ語[17]。
- アラ・グゼリミアン編（中野真紀子 訳）『バレンボイム／サイード　音楽と社会』（みすず書房 ISBN 4-622-07094-4　C1036[注釈 3]）

## 邦訳著書
- 『音楽に生きる ダニエル・バレンボイム自伝』蓑田洋子 訳　音楽之友社、1994.7；増補改訂版 2003.10
- 『音楽と社会』エドワード・サイード共著, アラ・グゼリミアン編, 中野真紀子訳　みすず書房、2004.7
- 『バレンボイム音楽論 対話と共存のフーガ』蓑田洋子 訳、アルテスパブリッシング、2008.11